# 17459 Андреасхофер
17459 Андреасхофер (1990 TJ8, 1952 KT, 1999 FR56, 17459 Andreashofer) — астероїд головного поясу, відкритий 13 жовтня 1990 року.
Тіссеранів параметр щодо Юпітера — 3,597.